# Bueil (Eure)
Pour les articles homonymes, voir Bueil.
Bueil [bɥɛj] est une commune française située dans le département de l'Eure, en région Normandie.

## Géographie

### Localisation
La commune de Bueil se situe dans le département de l'Eure en région Normandie. Elle est proche de Breuilpont et de Pacy-sur-Eure.
|         | Breuilpont        | Villiers-en-Désœuvre      |
| Neuilly | Bueil             |                           |
|         | Garennes-sur-Eure | Guainville (Eure-et-Loir) |

### Hydrographie
La commune est située dans le bassin Seine-Normandie. Elle est drainée par l'Eure, le ruisseau de l'Étang et un bras de l'Eure,,.
L'Eure, un canal, chenal et cours d'eau naturel non navigable d'une longueur de 229 km, prend sa source dans la commune de Longny les Villages et se jette  dans la Seine à Saint-Pierre-lès-Elbeuf, après avoir traversé 91 communes.
Le ruisseau de l'Étang, d'une longueur de 15 km, prend sa source dans la commune de Saint-Illiers-le-Bois et se jette  dans l'Eure sur la commune, après avoir traversé sept communes.

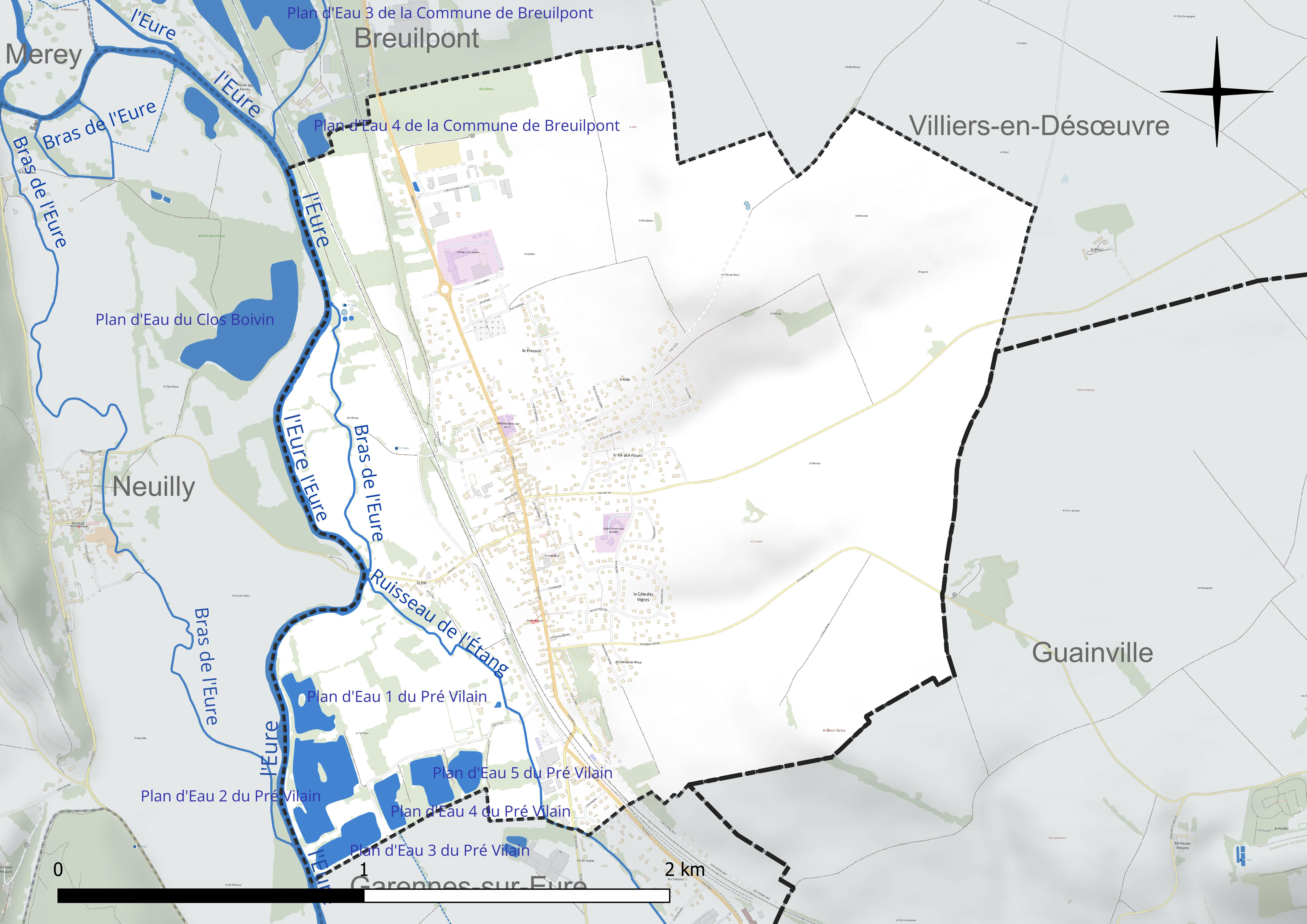
Réseau hydrographique de Bueil.

Cinq plans d'eau complètent le réseau hydrographique : le plan d'eau 1 du Pré Vilain (1,7 ha), le plan d'eau 2 du Pré Vilain (4,8 ha), le plan d'eau 3 du Pré Vilain (1,9 ha), le plan d'eau 4 du Pré Vilain (1,1 ha) et le plan d'eau 5 du Pré Vilain (1,6 ha),.

### Climat
Pour des articles plus généraux, voir Climat de la Normandie et Climat de l'Eure.
En 2010, le climat de la commune est de type climat océanique dégradé des plaines du Centre et du Nord, selon une étude du CNRS s'appuyant sur une série de données couvrant la période 1971-2000. En 2020, Météo-France publie une typologie des climats de la France métropolitaine dans laquelle la commune est exposée à un climat océanique et est dans la région climatique  Sud-ouest du bassin Parisien, caractérisée par une faible pluviométrie, notamment au printemps (120 à 150 mm) et un hiver froid (3,5 °C). Parallèlement le GIEC normand, un groupe régional d’experts sur le climat, différencie quant à lui, dans une étude de 2020, trois grands types de climats pour la région Normandie, nuancés à une échelle plus fine par les facteurs géographiques locaux. La commune est, selon ce zonage, exposée à un « climat des plateaux abrités », correspondant aux plaines agricoles de l’Eure, avec une pluviométrie beaucoup plus faible que dans la plaine de Caen en raison du double effet d’abri provoqué par les collines du Bocage normand et par celles qui s’étendent sur un axe du Pays d'Auge au Perche.
Pour la période 1971-2000, la température annuelle moyenne est de 11 °C, avec  une amplitude thermique annuelle de 14,2 °C. Le cumul annuel moyen de précipitations est de 663 mm, avec 11,2 jours de précipitations en janvier et 8,1 jours en juillet. Pour la période 1991-2020, la température moyenne annuelle observée sur la station météorologique la plus proche, située sur la commune de Bû à 15 km à vol d'oiseau, est de 11,4 °C et le cumul annuel moyen de précipitations est de 633,2 mm,. Pour l'avenir, les paramètres climatiques de la commune estimés pour 2050 selon différents scénarios d’émission de gaz à effet de serre sont consultables sur un site dédié publié par Météo-France en novembre 2022.

## Urbanisme

### Typologie
Au 1er janvier 2024, Bueil est catégorisée bourg rural, selon la nouvelle grille communale de densité à 7 niveaux définie par l'Insee en 2022.
Elle est située hors unité urbaine. Par ailleurs la commune fait partie de l'aire d'attraction de Paris, dont elle est une commune de la couronne,. 

### Occupation des sols
L'occupation des sols de la commune, telle qu'elle ressort de la base de données européenne d’occupation biophysique des sols Corine Land Cover (CLC), est marquée par l'importance des territoires agricoles (68,2 % en 2018), en diminution par rapport à 1990 (73,6 %). La répartition détaillée en 2018 est la suivante : 
terres arables (51,9 %), zones urbanisées (22,7 %), prairies (16,3 %), forêts (4,6 %), eaux continentales (4,4 %). L'évolution de l’occupation des sols de la commune et de ses infrastructures peut être observée sur les différentes représentations cartographiques du territoire : la carte de Cassini (XVIIIe siècle), la carte d'état-major (1820-1866) et les cartes ou photos aériennes de l'IGN pour la période actuelle (1950 à aujourd'hui).

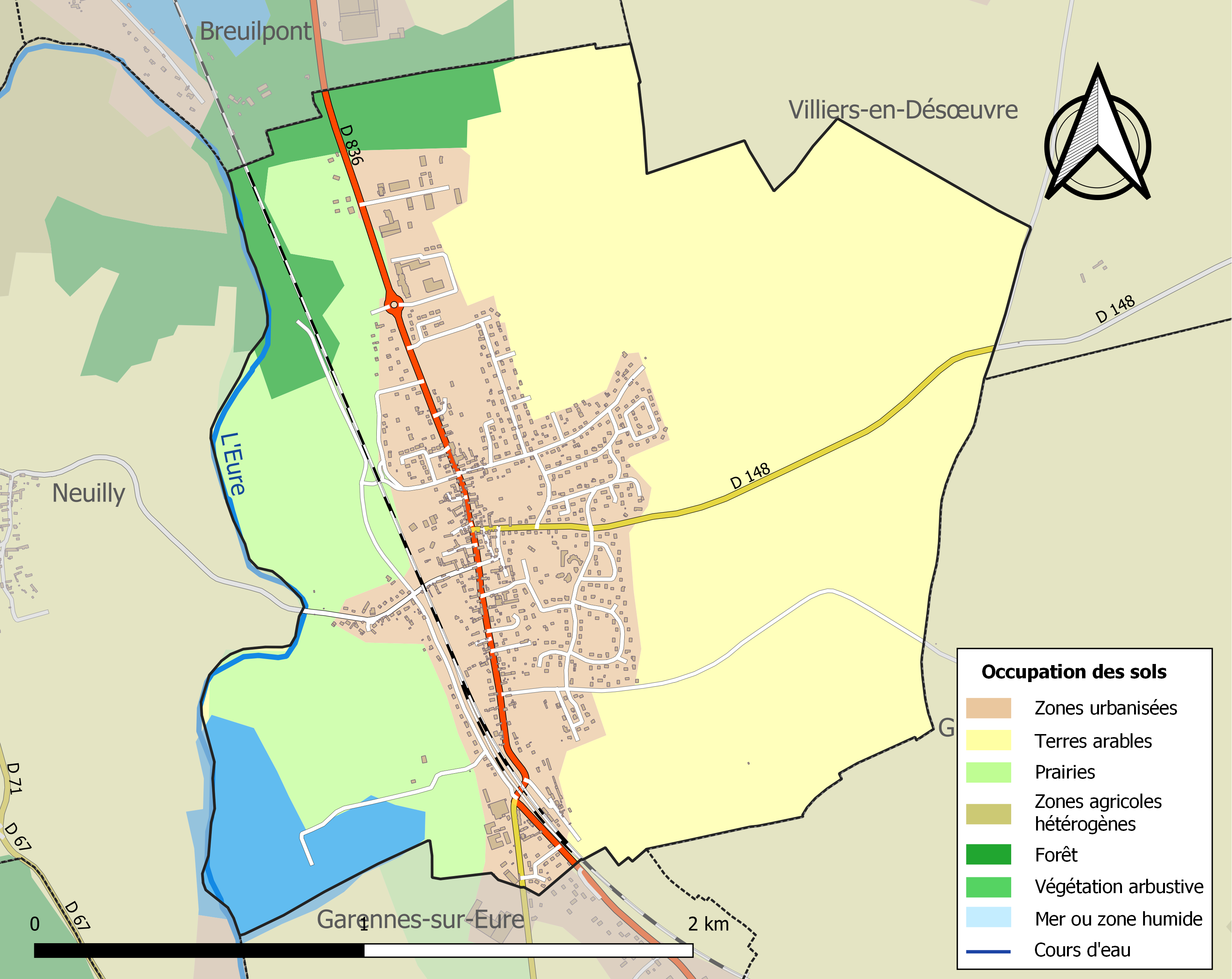
Carte des infrastructures et de l'occupation des sols de la commune en 2018 (CLC).

## Toponymie

### Attestations anciennes
Le nom de la localité est attesté sous les formes Boolium en 1264 (cartulaire de Lyre), Boele (cartulaire de Saint-Taurin), Buellum (cartulaire d’Ivry), Buellium (pouillé d’Évreux) et Bueuil en 1805 (Masson Saint-Amand),.

### Étymologie
Peut-être du gaulois *boduo « corneille » et *ialum « clairière ».
François de Beaurepaire ajoute qu'il peut s'agir du thème bod déjà reconnu dans l'Eure pour les noms de lieux Bouafles et Bourth.

## Politique et administration
| Période                                  | Période   | Identité       | Étiquette | Qualité                    |
| ---------------------------------------- | --------- | -------------- | --------- | -------------------------- |
| mars 1977                                | mars 2001 | Jacques Tammam |           |                            |
| mars 2001                                | mars 2014 | Michel Duval   |           |                            |
| mars 2014                                | En cours  | Michel Cither  |           | Retraité Fonction publique |
| Les données manquantes sont à compléter. |           |                |           |                            |

## Démographie
L'évolution du nombre d'habitants est connue à travers les recensements de la population effectués dans la commune depuis 1793. Pour les communes de moins de 10 000 habitants, une enquête de recensement portant sur toute la population est réalisée tous les cinq ans, les populations de référence des années intermédiaires étant quant à elles estimées par interpolation ou extrapolation. Pour la commune, le premier recensement exhaustif entrant dans le cadre du nouveau dispositif a été réalisé en 2004.

En 2022, la commune comptait 1 635 habitants, en évolution de +0,18 % par rapport à 2016 (Eure : −0,25 %, France hors Mayotte : +2,11 %).
| 1793 | 1800 | 1806 | 1821 | 1831 | 1836 | 1841 | 1846 | 1851 |
| ---- | ---- | ---- | ---- | ---- | ---- | ---- | ---- | ---- |
| 340  | 298  | 264  | 293  | 304  | 300  | 274  | 518  | 310  |

| 1856 | 1861 | 1866 | 1872 | 1876 | 1881 | 1886 | 1891 | 1896 |
| ---- | ---- | ---- | ---- | ---- | ---- | ---- | ---- | ---- |
| 400  | 415  | 434  | 416  | 418  | 432  | 426  | 420  | 427  |

| 1901 | 1906 | 1911 | 1921 | 1926 | 1931 | 1936 | 1946 | 1954 |
| ---- | ---- | ---- | ---- | ---- | ---- | ---- | ---- | ---- |
| 384  | 405  | 443  | 387  | 407  | 425  | 382  | 409  | 395  |

| 1962 | 1968 | 1975 | 1982  | 1990  | 1999  | 2004  | 2006  | 2009  |
| ---- | ---- | ---- | ----- | ----- | ----- | ----- | ----- | ----- |
| 444  | 455  | 526  | 1 003 | 1 331 | 1 393 | 1 463 | 1 493 | 1 480 |

| 2014  | 2019  | 2022  | - | - | - | - | - | - |
| ----- | ----- | ----- | - | - | - | - | - | - |
| 1 572 | 1 615 | 1 635 | - | - | - | - | - | - |

## Culture locale et patrimoine

### Lieux et monuments
- Église Saint-Martin : la paroisse Saint-Martin a été créée en 1071 par Roger d'Ivry, échanson de Guillaume le Conquérant, fondateur de l'abbaye bénédictine d'Ivry, dont elle dépendait. Elle a été édifiée à la fin du XIIe siècle et partiellement remaniée au XVIe siècle. Ses vitraux sont modernes, ils datent de 1959[26].
- Musée du cinéma et de la photographie Jean Delannoy.

### Héraldique
|  | Les armes de la ville se blasonnent ainsi : de gueules à la barre d’or chargée d’une barre d’azur surchargée de deux fleurs de lys d’or posées à plomb, accompagnée, en chef de deux léopards l’un sur l’autre et en pointe, d’une quintefeuille, le tout du même ; au chabot d’argent de profil brochant en pal en abîme. Les deux léopards d'or des armoiries du Bueil rappellent les armoiries de la Normandie. |